# Linea Izu Kyūkō

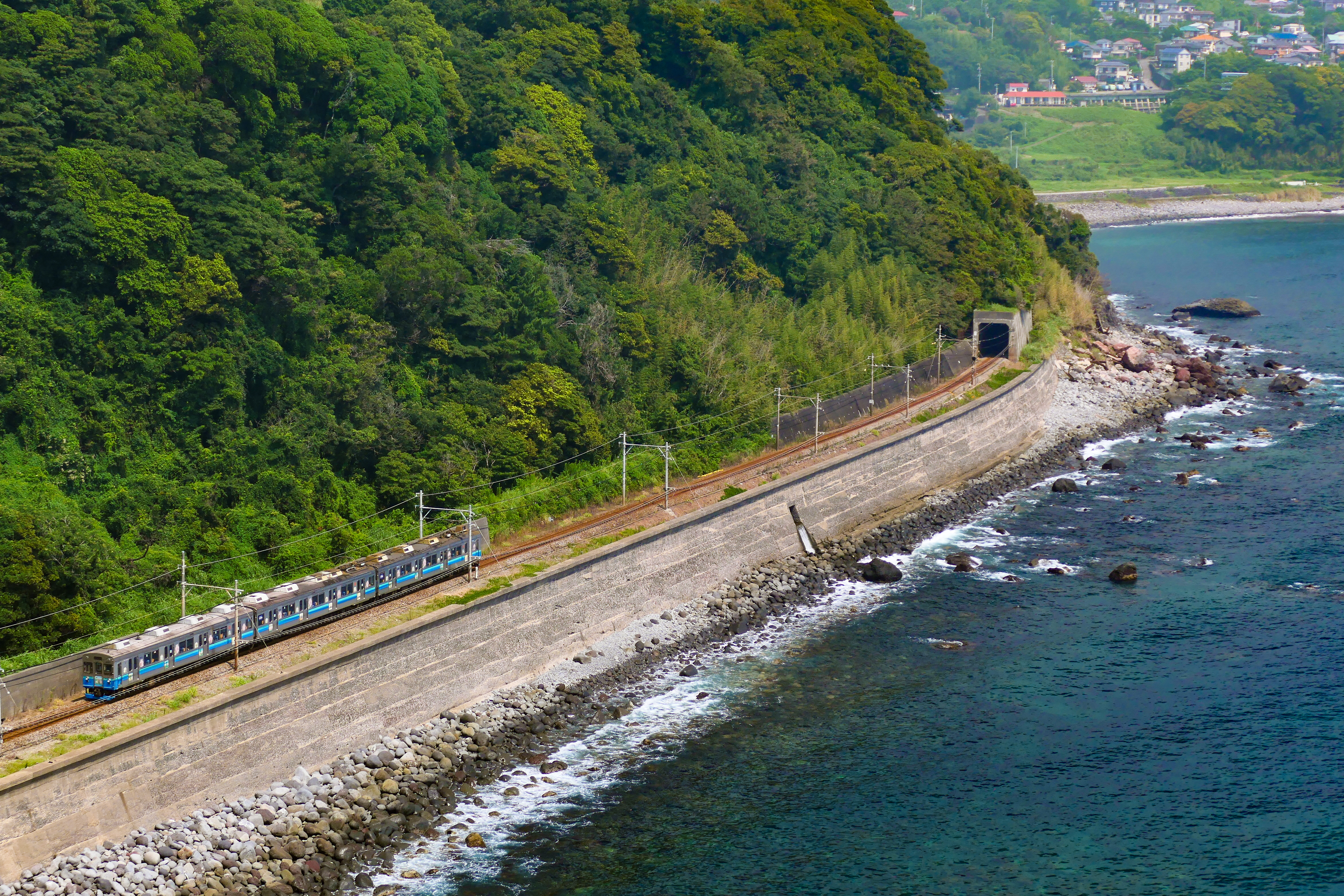
Un treno lungo l'Oceano Pacifico

La linea Izu Kyūkō (伊豆急行線?, Izu Kyūkō-sen) è una linea ferroviaria giapponese a carattere regionale gestita dalla società privata Izukyū Corporation. La ferrovia è a scartamento ridotto, binario semplice elettrificato, e collega le stazioni di Itō nella città di omonima e capolinea della linea Itō della JR East e di Izukyū-Shimoda, nella città di Shimoda, entrambe nella prefettura di Shizuoka. Questa linea, assieme alla linea Itō, è molto importante per il turismo, in quanto la penisola di Izu Kyūkō, con le sue terme, il mare e i suggestivi paesaggi, richiama tutto l'anno numerosi giapponesi e non.

## Stazioni
| Stazione        | Giapponese | Distanza da Itō | Collegamenti       | Location        | Location   |
| Stazione        | Giapponese | Distanza da Itō | Collegamenti       | Città           | Prefettura |
| --------------- | ---------- | --------------- | ------------------ | --------------- | ---------- |
| Itō             | 伊東       | 0.0             | JR East: Linea Itō | Itō             | Shizuoka   |
| Minami-Itō      | 南伊東     | 2.0             |                    | Itō             | Shizuoka   |
| Kawana          | 川奈       | 6.1             |                    | Itō             | Shizuoka   |
| Futo            | 富戸       | 11.5            |                    | Itō             | Shizuoka   |
| Jōgasaki-Kaigan | 城ヶ崎海岸 | 13.9            |                    | Itō             | Shizuoka   |
| Izu-Kōgen       | 伊豆高原   | 15.9            |                    | Itō             | Shizuoka   |
| Izu-Ōkawa       | 伊豆大川   | 20.9            |                    | Higashiizu Kamo | Shizuoka   |
| Izu-Hokkawa     | 伊豆北川   | 22.9            |                    | Higashiizu Kamo | Shizuoka   |
| Izu-Atagawa     | 伊豆熱川   | 24.3            |                    | Higashiizu Kamo | Shizuoka   |
| Katase-Shirata  | 片瀬白田   | 26.1            |                    | Higashiizu Kamo | Shizuoka   |
| Izu-Inatori     | 伊豆稲取   | 30.3            |                    | Higashiizu Kamo | Shizuoka   |
| Imaihama-Kaigan | 今井浜海岸 | 34.2            |                    | Kawazu Kamo     | Shizuoka   |
| Kawazu          | 河津       | 35.3            |                    | Kawazu Kamo     | Shizuoka   |
| Inazusa         | 稲梓       | 40.7            |                    | Shimoda         | Shizuoka   |
| Rendaiji        | 蓮台寺     | 43.4            |                    | Shimoda         | Shizuoka   |
| Izukyū-Shimoda  | 伊豆急下田 | 45.7            |                    | Shimoda         | Shizuoka   |